# L’Île-d’Orléans
L’Île-d’Orléans ist eine regionale Grafschaftsgemeinde (französisch municipalité régionale de comté, MRC) in der kanadischen Provinz Québec.
Sie liegt in der Verwaltungsregion Capitale-Nationale und besteht aus sechs untergeordneten Verwaltungseinheiten (vier Gemeinden, ein Dorf und ein Sprengel). Die MRC wurde am 1. Januar 1982 gegründet. Der Hauptort ist Sainte-Famille. Die Einwohnerzahl beträgt 7082 (Stand: 2016) und die Fläche 192,85 km², was einer Bevölkerungsdichte von 36,7 Einwohnern je km² entspricht.
Die MRC liegt gänzlich auf der gleichnamigen Insel Île d’Orléans im Mündungstrichter des Sankt-Lorenz-Stroms.

## Gliederung
Gemeinde (municipalité)
- Saint-François-de-l’Île-d’Orléans
- Saint-Jean-de-l’Île-d’Orléans
- Saint-Laurent-de-l’Île-d’Orléans
- Saint-Pierre-de-l’Île-d’Orléans

Dorf (village)
- Sainte-Pétronille

Sprengel (municipalité de paroisse)
- Sainte-Famille

## Angrenzende MRC und vergleichbare Gebiete
- La Côte-de-Beaupré
- Montmagny
- Bellechasse
- Lévis
- Québec